# Distretto di Pokrovs'k
Il distretto di Pokrovs'k (in ucraino Покровський район?, Pokrovs'kyj rajon) è un distretto nell'oblast' di Donec'k in Ucraina. Il suo centro amministrativo è la città di Pokrovs'k. Ha una popolazione di 139 014 abitanti.

Territorio del distretto prima della riforma amministrativa del 2020

Il 18 luglio 2020, come parte della riforma amministrativa dell'Ucraina, il numero di distretti dell'oblast di Donec'k è stato ridotto a otto e l'area del distretto di Pokrovs'k è stata notevolmente ampliata.